# Czaniec (gromada)
Czaniec – dawna gromada, czyli najmniejsza jednostka podziału terytorialnego Polskiej Rzeczypospolitej Ludowej w latach 1954–1972.
Gromady, z gromadzkimi radami narodowymi (GRN) jako organami władzy najniższego stopnia na wsi, funkcjonowały od reformy reorganizującej administrację wiejską przeprowadzonej jesienią 1954 do momentu ich zniesienia z dniem 1 stycznia 1973, tym samym wypierając organizację gminną w latach 1954–1972.
Gromadę Czaniec z siedzibą GRN w Czańcu utworzono – jako jedną z 8759 gromad na obszarze Polski – w powiecie żywieckim w woj. krakowskim, na mocy uchwały nr 32/IV/54 WRN w Krakowie z dnia 6 października 1954. W skład jednostki wszedł obszar dotychczasowej gromady Czaniec (bez obszaru włączonego do miasta Kęty w powiecie oświęcimskim) ze zniesionej gminy Porąbka w tymże powiecie. Dla gromady ustalono 27 członków gromadzkiej rady narodowej.
Gromada przetrwała do końca 1972 roku, czyli do kolejnej reformy gminnej.